# Adel Khamis
Adel Khamis (Catar; 11 de noviembre de 1965) es un exfutbolista de Catar que jugaba en la posición de defensa.

## Carrera

### Club
| Periodo   | Club          |
| --------- | ------------- |
| 1983–1997 | Al Ittihad SC |
| 1997–1998 | Qadsia SC     |
| 1998–2000 | Al Ittihad SC |

### Selección nacional
Jugó para Catar en 53 partidos entre 1984 y 2000 donde anotó 18 goles, participó en la Copa Asiática 1988 donde fue elegido en el equipo ideal del torneo, y en los Juegos Asiáticos de 1994.

## Logros

### Club
- Liga de fútbol de Catar: 2

1991–92, 1997–98
- Segunda División de Catar: 2

1983–84, 1986–87
- Copa del Emir de Catar: 4

1994–95, 1995–96, 1996–97, 1997–98
- Copa del Jeque Jassem: 1

2000
- Recopa Árabe: 1

1999
- Copa de la Corona de Kuwait: 1

1998

### Individual
- Equipo ideal de la Copa Asiática 1988.